# Тушкування (політика)
«Тушкува́ння» — термін у політичному сленгу України, що використовується для характеристики депутатів або політичних діячів, які, обрані від однієї політичної сили чи за її підтримки, згодом змінюють свою позицію, переходять до іншої політичної сили або починають діяти на користь опонентів.
В англійській мові існує близький за контекстом термін — Party-switching (укр. Партійні перебігання) — що означає зміну в приналежності до політичної партії «партизанської» публічної фігури, як правило, під час заняття виборних посад. Таких людей зазвичай називають party-switchers — партійними перебіжчиками.

## Термінологія

### Україна
У широкому значенні політичний термін «тушка» застосовується до тих політиків-високопосадовців, хто з кон'юнктурних міркувань змінив свої політичні погляди та (або) силу, яка забезпечила йому місце у парламенті або іншу високу посаду. Широке розуміння «тушки» охоплює не лише депутатів-опозиціонерів, що голосують у Верховній Раді України за провладні законопроєкти. Термін допускає можливість як виняток, так і добровільного виходу з політичної партії (блоку) політика, втрату ним статусу «тушки», а також «міграцію» політиків від однієї партії до іншої в межах одного виборчого блоку..

### Світ
У багатьох країнах партійні перебігання приймають форму відмови політиків підтримати свої політичні партії під час протистояння з коаліційними урядами. Це відбувається особливо часто в країнах, де не зміцніли політичне виборне право, партійність, політична система, присутній високий рівень корупції тощо — наприклад, Вануату та Французька Полінезія, де в 2004 р. кілька членів різних партій покинули правлячу коаліцію, змусивши її розпастися. Як і в США, перебіжчики з'являються і з утворенням нових партій. Доказом цього є ситуація у Великій Британії, коли деякі ліберали перебігли до Лейбористської партії на початку XX ст. У колишніх комуністичних країнах Європи, процес дерадянізації змусив представників комуністичних партій перейти до інших сторін, починаючи від політичного спектра з соціалістичного до консервативного і таке інше.
У деяких випадках перебіжчики з опозиційних партій можуть бути обрані для підтримки правлячої коаліції. У Польщі, наприклад, вихід партії Самооборона з урядової коаліції спонукав ряд її членів сформувати нову парламентську групу.
Партійні перебігання часто стаються в Італії, Україні, Індії, на Філіппінах.
Важливо розуміти, що політичні альянси і союзи — річ ситуативна, не всяке голосування «врозріз» говорить про «затушкованість» політика, існує тонка грань між політичними інтригами в силу життєвих обставин, політичними поглядами, які теж не завжди постійні, та партійними перебіганнями з метою власних корисницьких інтересів. Найчастіше справжніми «тушками» з високою часткою ймовірності є бізнесмени-політики, оскільки такі рідко мають якісь політичні погляди, і йдуть у політику, щоб примножити свій капітал чи захистити свій бізнес в умовах тотальної корупції та рейдерства.

## Історія

Приклад вживання слова в політичній листівці

### Верховна Рада України VI скликання
Прообразами тушок можна вважати депутатів Ігоря Рибакова (обирався від БЮТ) та Юрія Бута (обирався від НУНС), які 6 червня 2008 року написали заяви про вихід із парламентської коаліції, що на той час об'єднувала БЮТ і НУНС. Через це в коаліції залишилося менше 226 парламентаріїв, що призвело до її розпаду.
Коли у 2010 році після перемоги Віктора Януковича на президентських виборах знов постало питання про формування парламентської коаліції, Партії регіонів необхідно було знайти спільну мову із НУНС або БЮТ, оскільки наявний на той час формат «ПР + Блок Литвина + Комуністи» не давав мінімально необхідної для утворення коаліції кількості народних депутатів. Утім, перемовини зайшли у глухий кут. Тоді були ухвалені зміни до Регламенту Верховної Ради України, якими було дозволено приєднуватися до коаліції не лише фракціям, але й окремим депутатам. Законодавчі зміни забезпечили формування коаліції за рахунок переходу на бік владної команди кількох депутатів з НУНС та БЮТ.
11 березня 2010 року було оголошене повідомлення про сформування Коаліції депутатських фракцій «Стабільність і реформи» у Верховній Раді України шостого скликання, а також вирішені питання про відставку Юлії Тимошенко з посади Прем'єр-міністра та призначення на посаду Миколи Азарова. Засоби масової інформації з легкої руки опозиціонерів «охрестили» нове парламентське утворення «Коаліцією тушок». З цієї події термін «тушка» починає активно вживатися як журналістами, так і політиками.
Конституційний Суд визнав такими, що відповідають Конституції ті зміни до Регламенту Верховної Ради, що дозволили сформувати «коаліцію тушок», 1 жовтня 2010 року взагалі скасував Конституційну реформу 2004 року, яка передбачала необхідність утворення коаліції депутатських фракцій. Це спричинило «другу хвилю» виходу депутатів із опозиційних фракцій.
На початку 2012 року керівник громадського руху «Громадянський опір» Олександра Кужель оприлюднила список депутатів-тушок, які «зрадили своїх виборців». Втім, за ознаками вона підпадає під визначення «тушка», адже сама багато разів змінювала політичні сили, що забезпечували її кар'єрне політичне зростання (підтримувала Леоніда Кучму під час роботи у Верховній Раді у 1994—1998 роках, у списках партії «Трудова України» провладного блоку «За єдину Україну!» брала участь у парламентських виборах 2002 року, тоді ж підтримувала команду прем'єра Віктора Януковича, будучи членом команди Сергія Тігіпка, від якого пішла у листопаді 2011 року, змінивши свої погляди на прихильність до Юлії Тимошенко).
3 липня 2012 року парламент ухвалив Закон «Про засади державної мовної політики» (на основі проєкту № 9073), який здійняв чергову хвилю звинувачень у належності тих або інших депутатів до категорії «тушок».

#### Звільнення Юлії Тимошенко з посади прем'єр-міністра
11 березня 2010 р. при розгляді питання про відставку Ю. Тимошенко з посади прем'єр-міністра та призначення Миколи Азарова, хоча фракції БЮТ і НУНС мали більшість (227 депутатів), 19 «помаранчевих» депутатів, проголосували як і депутати від Партії регіонів — за звільнення Юлії Тимошенко.
За звільнення проголосували 244 депутати:
- усі депутати фракції Партії регіонів (172), КПУ (27), Блоку Литвина (20);

- 11 депутатів фракції НУНС; Бут Юрій Анатолійович, Довгий Станіслав Олексійович, Жванія Давид Важайович, Плющ Іван Степанович, Поляченко Володимир Аврумович, Шемчук Віктор Вікторович, Василенко Сергій Володимирович, Клименко Олександр Іванович, Омельченко Олександр Олександрович, Палиця Ігор Петрович, Слободян Олександр В'ячеславович;

- 8 депутатів фракції БЮТ; Каплієнко Володимир Володимирович, Омельченко Григорій Омелянович, Полунєєв Юрій Володимирович, Савченко Ігор Васильович, Барвіненко Віталій Дмитрович, Веревський Андрій Михайлович, Задирко Геннадій Олександрович, Черпіцький Олег Зенович;

- усі 4 позафракційні депутати; 3 обрані у ВР за списком Партії регіонів (Богословська Інна Германівна, Кисельов Василь Олексійович, Чорновіл Тарас В'ячеславович), 1 обраний у ВР за списком БЮТ (Рибаков Ігор Олександрович).

### Верховна Рада України VII скликання
Першими тушкамим в Верховній Раді України VII скликання стали обрані від Всеукраїнського об'єднання «Батьківщина» батько та син Табалови. Батько, Табалов Олександр Миколайович, був обраний депутатом по багатомандатному округу як № 47 по списку ВО «Батьківщина». Син, Табалов Андрій Олександрович, став депутатом Верховної Ради як кандидат від ВО «Батьківщина» по одномандатному виборчому округу № 99 (Кіровоградська область). Обидва після обрання депутатами відмовилися вступити в фракцію ВО «Батьківщина» в Верховній Раді.
Різко про існування тушок, зокрема в Верховній Раді України VII скликання, висловився Президент України Леонід Кравчук:
|  | Особисто я хотів би вірити в те, що в опозиції більше не буде «тушок» на кшталт Табалових, які ніби клялися на Біблії, а насправді — на казані зі смолою. Такі люди взагалі повинні бути викинуті з політичного життя як клятвовідступники. |

4 квітня 2013 року народні депутати Олег Канівець, Віталій Немілостівий, Роман Стаднійчук, Ігор Скосар вийшли зі складу фракції «Батьківщина».
Голова фракції «Батьківщина» Арсеній Яценюк в розмові з українськими журналістами в Брюсселі заявив, що за вихід з фракції «Батьківщина» дають 5 млн доларів США і 100 тис. доларів утримання щомісячно.

## Список тушок

### VI Скликання Верховної Ради України
Список «тушок» VI скликання Верховної Ради України
| №  | ПІБ                         | Обрано за списком | Дата виходу з своєї фракції | Фракція до якої приєднався                                            |
| -- | --------------------------- | ----------------- | --- | --------------------------------------------------------------------- |
| 1  | Ігор Рибаков                | БЮТ               | 8 жовтня 2009 | Фракція Реформи заради майбутнього                                    |
| 2  | Геннадій Задирко            | БЮТ               | 8 жовтня 2009 (знову) 21 вересня 2010                                                                                                | Фракція Реформи заради майбутнього                                    |
| 3  | Володимир Каплієнко         | БЮТ               | 8 жовтня 2009 (знову) 21 вересня 2010                                                                                                | Фракція Реформи заради майбутнього                                    |
| 4  | Андрій Портнов              | БЮТ               | 16 квітня 2010 | Перейшов у виконавчу владу                                            |
| 5  | Богдан Губський             | БЮТ               | 8 вересня 2010 | Не приєднався до жодної фракції, але увійшов до провладної коаліції*  |
| 6  | Іван Денькович              | БЮТ               | 8 вересня 2010 | Фракція Реформи заради майбутнього                                    |
| 7  | Арнольд Радовець            | БЮТ               | 8 вересня 2010 | Фракція Реформи заради майбутнього                                    |
| 8  | Віталій Барвіненко          | БЮТ               | 21 вересня 2010 | Фракція Партії Регіонів                                               |
| 9  | Юрій Полунєєв               | БЮТ               | 21 вересня 2010 | Фракція Партії Регіонів                                               |
| 10 | Олександр Шепелев           | БЮТ               | 21 вересня 2010 | Перейшов у Фракцію Партії Регіонів, але у грудні 2011 з неї вийшов    |
| 11 | Ігор Савченко               | БЮТ               | 21 вересня 2010 | Фракція Партії Регіонів                                               |
| 12 | Олег Черпіцький             | БЮТ               | 21 вересня 2010 | Не приєднався до жодної фракції, але увійшов до провладної коаліції*  |
| 13 | Андрій Веревський           | БЮТ               | 21 вересня 2010 | Фракція Партії Регіонів                                               |
| 14 | Валентин Зубов              | БЮТ               | 21 вересня 2010 | Фракція Партії Регіонів                                               |
| 15 | Володимир Іваненко          | БЮТ               | 21 вересня 2010 | Фракція Партії Регіонів                                               |
| 16 | Петро Кузьменко             | БЮТ               | 21 вересня 2010 | Фракція Партії Регіонів                                               |
| 17 | Олександр Фельдман          | БЮТ               | 21 вересня 2010 | Фракція Партії Регіонів                                               |
| 18 | Олександр Буджерак          | БЮТ               | 21 вересня 2010 | Фракція Реформи заради майбутнього                                    |
| 19 | Валерій Гацько              | БЮТ               | 21 вересня 2010 | Фракція Реформи заради майбутнього                                    |
| 20 | Олег Гейман                 | БЮТ               | 21 вересня 2010 | Фракція Реформи заради майбутнього                                    |
| 21 | Валерій Камчатний           | БЮТ               | 21 вересня 2010 | Фракція Реформи заради майбутнього                                    |
| 22 | Євген Константинов          | БЮТ               | 21 вересня 2010 | Фракція Реформи заради майбутнього                                    |
| 23 | Юрій Крук                   | БЮТ               | 21 вересня 2010 | Фракція Реформи заради майбутнього                                    |
| 24 | Віталій Курило              | БЮТ               | 21 вересня 2010 | Фракція Реформи заради майбутнього                                    |
| 25 | Олег Маліч                  | БЮТ               | 21 вересня 2011 | Не вступив до жодної фракції, але увійшов у провладну коаліцію        |
| 26 | Валерій Писаренко           | БЮТ               | 21 вересня 2010 | Фракція Реформи заради майбутнього                                    |
| 27 | Раїса Сорочинська-Кириленко | БЮТ               | 21 вересня 2010 | Фракція Реформи заради майбутнього                                    |
| 28 | Станіслав Довгий            | НУНС              | 5 жовтня 2010 | Фракція Народної партії                                               |
| 29 | Микола Баграєв              | БЮТ               | 2 грудня 2010** (також вийшов та в той же день знову увійшов у БЮТ 16 листопада 2010)                                                | Фракція Партії Регіонів                                               |
| 30 | Таріел Васадзе              | БЮТ               | 2 грудня 2010** (також вийшов та в той же день знову увійшов у БЮТ 16 листопада 2010)                                                | Фракція Партії Регіонів                                               |
| 31 | Степан Глусь                | БЮТ               | 2 грудня 2010** (також вийшов та в той же день знову увійшов у БЮТ 16 листопада 2010)                                                | Фракція Партії Регіонів                                               |
| 32 | Володимир Скубенко          | БЮТ               | 2 грудня 2010** (також вийшов та в той же день знову увійшов у БЮТ 16 листопада 2010)                                                | Фракція Партії Регіонів                                               |
| 33 | Євген Сігал                 | БЮТ               | 2 грудня 2010** (також вийшов та в той же день знову увійшов у БЮТ 16 листопада 2010)                                                | Фракція Партії Регіонів                                               |
| 34 | Віктор Павленко             | БЮТ               | 1 лютого 2011** (також вийшов та в той же день знову увійшов у БЮТ 16 листопада 2010)                                                | Фракція Партії Регіонів                                               |
| 35 | Антон Яценко                | БЮТ               | 1 лютого 2011** (також вийшов та в той же день знову увійшов у БЮТ 16 листопада 2010)                                                | Фракція Партії Регіонів                                               |
| 36 | Іван Куровський             | БЮТ               | 1 лютого 2011** (також вийшов та в той же день знову увійшов у БЮТ 16 листопада 2010)                                                | Фракція Реформи заради майбутнього                                    |
| 37 | Олександр Бобильов          | НУНС              | 1 лютого 2011 | Фракція Реформи заради майбутнього                                    |
| 38 | Іван Плющ                   | НУНС              | 15 лютого 2011 | Фракція Реформи заради майбутнього                                    |
| 39 | Юрій Бут                    | НУНС              | 1 березня 2011 | Фракція Партії Регіонів                                               |
| 40 | Валерій Борисов             | НУНС              | 16 червня 2011 | Фракція Партії Регіонів                                               |
| 41 | Ігор Палиця                 | НУНС              | 6 вересня 2011*** НУНС оголосили про виключення з фракції 6 вересня 2011 р., але офіційно у ВР цього ніколи не було зроблено         | Не приєднався до жодної фракції, але увійшов до провладної коаліції*  |
| 42 | Давид Жванія                | НУНС              | 6 вересня 2011*** НУНС оголосили про виключення з фракції 6 вересня 2011 р., але офіційно у ВР цього ніколи не було зроблено         | Не приєднався до жодної фракції, але увійшов до провладної коаліції*  |
| 43 | Микола Круць                | НУНС              | 6 вересня 2011*** НУНС оголосили про виключення з фракції 6 вересня 2011 р., але офіційно у ВР цього ніколи не було зроблено         | Не приєднався до жодної фракції, але увійшов до провладної коаліції*  |
| 44 | Катерина Лук'янова          | НУНС              | 6 вересня 2011*** НУНС оголосили про виключення з фракції 6 вересня 2011 р., але офіційно у ВР цього ніколи не було зроблено         | Не приєдналася до жодної фракції, але увійшла до провладної коаліції* |
| 45 | Володимир Марущенко         | НУНС              | 6 вересня 2011*** НУНС оголосили про виключення з фракції 6 вересня 2011 р., але офіційно у ВР цього ніколи не було зроблено         | Не приєднався до жодної фракції, але увійшов до провладної коаліції*  |
| 46 | Олег Новіков                | НУНС              | 6 вересня 2011*** НУНС оголосили про виключення з фракції 6 вересня 2011 р., але офіційно у ВР цього ніколи не було зроблено         | Не приєднався до жодної фракції, але увійшов до провладної коаліції*  |
| 47 | Віктор Шемчук               | НУНС              | 6 вересня 2011*** НУНС оголосили про виключення з фракції 6 вересня 2011 р., але офіційно у ВР цього ніколи не було зроблено         | Не приєднався до жодної фракції, але увійшов до провладної коаліції*  |
| 48 | Олександр Омельченко        | НУНС              | 4 жовтня 2011 | Фракція Реформи заради майбутнього                                    |
| 49 | Владислав Каськів           | НУНС              | 23 лютого 2012 | Перейшов у виконавчу владу                                            |
| 50 | Наталія Королевська         | БЮТ               | 14 березня 2012** (також вийшла та в той же день знову увійшла у БЮТ 16 листопада 2010)                                              | Перейшла у виконавчу владу                                            |
| 51 | Сергій Харовський           | НУНС              | 3 липня 2012 | Фракція Партії Регіонів                                               |
| 52 | Сергій Василенко            | НУНС              | 3 липня 2012 | Фракція Партії Регіонів                                               |
| 53 | Вадим Коротюк               | БЮТ               | 30 липня 2012** (також вийшов та в той же день знову увійшов у БЮТ 16 листопада 2010)                                                | Фракція Партії Регіонів                                               |
| 54 | Костянтин Жеваго            | БЮТ               | Формальном залишився у БЮТ, але по суті був «прихованою тушкою»(також вийшов та в той же день знову увійшов у БЮТ 16 листопада 2010) | -                                                                     |

### VII Скликання Верховної Ради України
Список «тушок» VII скликання Верховної Ради України
| №  | ПІБ                  | Обрано за списком | Дата виходу з своєї фракції                                                   | Фракція до якої приєднався |
| -- | -------------------- | ----------------- | ----------------------------------------------------------------------------- | -------------------------- |
| 1  | Олександр Табалов    | ВО Батьківщина    | 11 грудня 2012                                                                | Позафракційний             |
| 2  | Андрій Табалов       | ВО Батьківщина    | 11 грудня 2012                                                                | Позафракційний             |
| 3  | Олег Канівець        | ВО Батьківщина    | 4 квітня 2013                                                                 | Позафракційний             |
| 4  | Віталій Немілостівий | ВО Батьківщина    | 4 квітня 2013                                                                 | Позафракційний             |
| 5  | Роман Стаднійчук     | ВО Батьківщина    | 4 квітня 2013                                                                 | Позафракційний             |
| 6  | Ігор Скосар          | ВО Батьківщина    | 4 квітня 2013                                                                 | Позафракційний             |
| 7  | Володимир Купчак     | ВО Батьківщина    | 6 червня 2013                                                                 | Позафракційний             |
| 8  | В'ячеслав Кутовий    | ВО Батьківщина    | 6 липня 2013                                                                  | Позафракційний             |
| 9  | Василь Кравчук       | ВО Батьківщина    | 4 червня 2013                                                                 | Позафракційний             |
| 10 | Леонід Сергієнко     | ВО Батьківщина    | 11 жовтня 2013                                                                | Позафракційний             |
| 11 | Андрій Павелко       | ВО Батьківщина    | 11 жовтня 2013                                                                | Позафракційний             |
| 12 | Анатолій Гриценко    | ВО Батьківщина    | 14 січня 2014 (Обіцяв скласти депутатський мандат, але так цього й не зробив) | Позафракційний             |
| 13 | Роман Забзалюк       | ВО Батьківщина    | 16 січня 2014 (Склав депутатський мандат, але пізніше заяву відкликав)        | Позафракційний             |

## Цитати
|                                                                               | У Чорновола «тушок» не було «...». Шістдесятники були люди, гартовані на іншому, для них вирішальним чинником була українська національна ідея. А якщо Яценюк або Кличко набирають до себе людей за гроші, то це той компроміс, який стає бомбою сповільненої дії, спрямованою проти них же... Переконаний, «тушки» — це продукт лідерів, це — їхня біда і їхня вина. |
| — Лесь Танюк, депутат Верховної Ради України з 1-го по 5-те скликання включно | |

## Цікаві факти
- Термін «тушка» за сенсом пов'язаний із анекдотом часів СРСР про старого єврея та його папугу[161]

|                     | Старий єврей емігрує з СРСР і вивозить з собою папугу. Його перевіряють на митниці: — З папугою не можна! — Але це мій улюблений домашній вихованець, майже член сім'ї… — Птахів дозволено вивозити тільки тушкою або опудалом. Доведеться залишити. Папуга почув це і як закричить: — Не треба мене залишати! Хоч опудалом, хоч тушкою, тільки б виїхати з цієї країни! |
| — Народний фольклор | |